# معتمد في إدارة الإنتاج والمخزون
إجازة إدارة الإنتاج والمخزون من الجمعية الأمريكية لمراقبة الإنتاج والمخزون (APICS CPIM) أو إجازة إدارة الإنتاج والمخزون (CPIM) هي شهادة مهنية تقدمها جمعية إدارة العمليات في الجمعية الأمريكية لمراقبة الإنتاج والمخزون (APICS). ووضع هذا البرنامج سنة 1973.
ومن يقع الاختيار عليه يكون على علم بمصطلحات ومفاهيم وإستراتيجيات أساسية متعلقة بـإدارة الطلب والشراء وتخطيط الموردين وتخطيط المتطلبات المادية وتخطيط متطلبات الطاقة [تخطيط العمليات والمبيعات وإجادة الجدولة والأداء والقياسات والعلاقة مع الموردين ومراقبة الجودة والتحسين المستمر.
للحصول على إجازة إدارة الإنتاج والمخزون يجب على المتخصصين في إدارة العمليات اجتياز خمسة امتحانات:
أساسيات إدارة سلسلة التوريد،
إجادة تخطيط الموارد،
الجدولة المفصلة والتخطيط،
تنفيذ ومراقبة العمليات،
الإدارة الإستراتيجية للموارد.
للاحتفاظ بإجازة إدارة الإنتاج والمخزون لا بد من تجديدها كل خمس سنوات عن طريق برنامج حفظ الترشيح.

## الزميل المعتمد في إدارة الإنتاج والمخزون
يحق لمن اكتملت أهليتهم لإجازة إدارة الإنتاج والمخزون سحب أوراق اعتمادهم للانتقال إلى المستوى التالي ألا وهو برنامج الزميل المعتمد في إدارة الإنتاج والمخزون (CFPIM). وتمنح شهادة الزميل المعتمد في إدارة الإنتاج والمخزون لصفوة متميزة من المهنيين الذين يسهمون بعلومهم في الارتقاء بالآخرين عن طريق العرض التقديمي والنشر والتعليم والمشاركة في المحافل التنموية المهنية.

## وصلات خارجية
- APICS